# Седьмая авеню
Седьмая авеню (англ. Seventh Avenue) — улица в районе Вест-Сайд боро Манхэттен. Седьмая авеню начинается в Гринвич-Виллидж с пересечения Варик- и Кларксон-стрит, ограничивается 59-й улицей, являющейся южной границей Центрального парка, и продолжается от 110-й улицы, которая ограничивается парк с севера, заканчиваясь у моста дамбы Макомба через реку Гарлем. К югу от Центрального парка движение на улице одностороннее и направлено с севера на юг, к северу — движение двустороннее.
В пересечении Седьмой авеню и Бродвея находится Таймс-сквер.
Северная часть авеню носит название проспект Адама Клейтона Пауэлла-младшего (англ. Adam Clayton Powell Jr. Boulevard).

## История

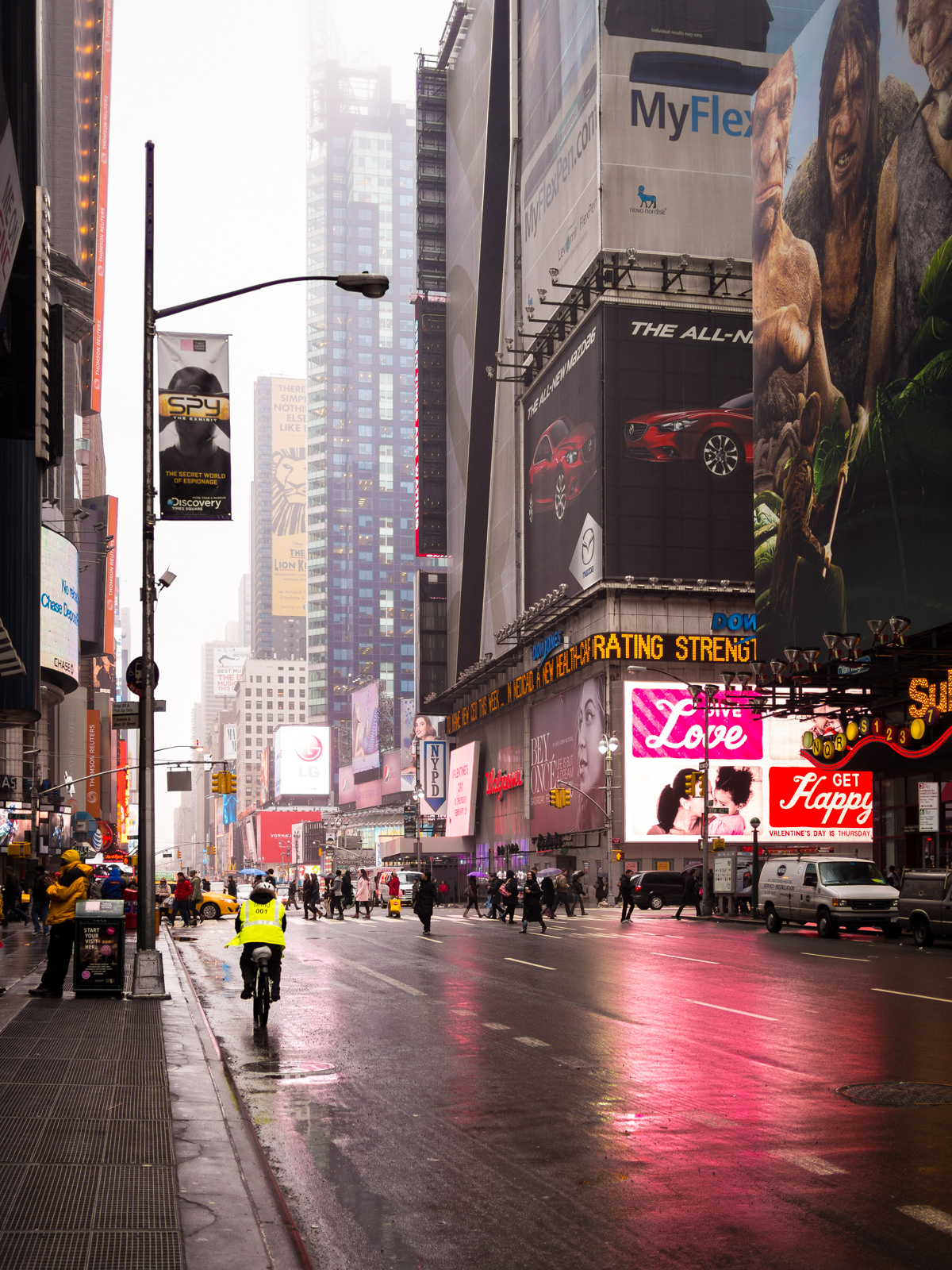
Вид в южном направлении от пересечения с 42-й улицей

Седьмая авеню была проложена в соответствии с генеральным планом Манхэттена от 1811 года.
Изначально на юге авеню ограничивалась 11-й улицей. В 1911 году бюджетная комиссия Нью-Йорка приняла решение о продлении улицы. Работы были закончены в 1914 году: авеню была продолжена до Варик-стрит, последняя же была расширена. Удлинение авеню улучшило транспортное сообщение между Мидтауном и районом Трайбека. В ходе проведения работ было снесено множество зданий, в том числе методистская церковь на Бедфорд-стрит 1840 года постройки. Одновременно с удлинением авеню под ней была заложена новая линия метро. Её прокладка была завершена в 1918 году.
С июня 1954 года движение по Седьмой авеню является односторонним и направлено на юг. Часть улицы к северу от Таймс-сквер была двусторонней до марта 1957 года.

## Описание
Авеню проходит через Швейный квартал, расположенный между Пятой и Девятой авеню и 34-й и 39-й улицами. Поэтому одним из названий улицы является Модная авеню (англ. Fashion Avenue). На ней исторически расположено множество швейных ателье и модных салонов. Некоторые уличные указатели на авеню продублированы её неофициальным названием.
Среди примечательных строений, расположенных на Седьмой авеню: Карнеги-холл, Мэдисон-сквер-гарден и Пенсильванский вокзал, Технологический институт моды, жилое здание Олвин-Корт, отель Пенсильвания и небоскрёб AXA-Эквитебл-Центр.